# محمد العبادي
محمد العبادي (1945-) ممثل أردني من أبرز الممثلين الأردنين في سبعينيات القرن العشرين وما بعدها. من أعماله التلفزيونية الكثيرة مسلسل «الحطب والنار»، «الدرب الطويل»، نمر العدوان 1977 مع المخرج صلاح أبو هنود و«طرفة بن العبد» وهو من أشهر أعماله، وقد جسد فيه دور الشاعر الجاهلي طرفة، وعرضه التلفزيون الأردني سنة 1984.

## أعماله
- نوف
- الغريبة
- راعي الاولة
- ابن حران
- سجون بلا محاكم
- الوعد
- وضحا وابن عجلان
- اصايل
- لوحة حب
- الرحيل
- عيون عليا
- نمر بن عدوان
- راس غليص الجزء الثاني
- توم الغرة
- متعب الشقاوي
- الحور العين
- شمس البوادي